# Verbascum nothum
Verbascum nothum är en flenörtsväxtart som beskrevs av Johann Friedrich Wilhelm Koch. Verbascum nothum ingår i släktet kungsljus, och familjen flenörtsväxter. Inga underarter finns listade i Catalogue of Life.